# Mykoła Kowtaluk
Mykoła Andrijowycz Kowtaluk, ukr. Микола Андрійович Ковталюк (ur. 26 kwietnia 1995 w Samborze, w obwodzie lwowskim, Ukraina) – ukraiński piłkarz, grający na pozycji napastnika.

## Kariera piłkarska

### Kariera klubowa
Wychowanek klubów Kniaża Szczasływe, Karpaty Lwów i Illicziweć Mariupol, barwy których bronił w juniorskich mistrzostwach Ukrainy (DJuFL). Karierę piłkarską rozpoczął 25 lipca 2012 w młodzieżowej drużynie Karpat Lwów, a od lata 2013 reprezentował Illicziweć Mariupol. Dopiero 5 października 2014 rozegrał pierwszy mecz w podstawowym składzie FK Połtawa. Wiosną 2015 został wypożyczony do słowackiego Zemplínu Michalovce, ale występował tylko w składzie drugiej drużyny. 29 lipca 2015 jako wolny agent dołączył do Arsenału Kijów. 20 lipca 2016 przeniósł się do Kołosu Kowaliwka. W lutym 2017 został wypożyczony do gruzińskiego Kolcheti Poti. 7 lipca 2017 został piłkarzem Dinamo Tbilisi. 18 stycznia 2018 przeniósł się do Dili Gori. 15 marca 2019 podpisał kontrakt z koreańskim FC Anyang.

## Sukcesy i odznaczenia

### Sukcesy klubowe
Kolcheti Poti
- wicemistrz Gruzji: 2017